# Теорема Лузина
Теоре́ма Лу́зина — утверждение о необходимых и достаточных условиях измеримости функции одной вещественной или комплексной переменной. Согласно этой теореме, каждая измеримая на отрезке {\displaystyle \left[a,b\right]} функция есть не что иное, как непрерывная функция, искажённая на некотором множестве сколь угодно малой меры. Это утверждение также часто называют {\displaystyle C}-свойством.

## Формулировка
Для того, чтобы функция {\displaystyle f(x)}, заданная на отрезке {\displaystyle \left[a,b\right]}, была измерима, необходимо и достаточно, чтобы она обладала так называемым {\displaystyle C}-свойством: для любого {\displaystyle \varepsilon >0} найдётся такая функция {\displaystyle \varphi (x)}, непрерывная на отрезке {\displaystyle \left[a,b\right]}, что мера множества {\displaystyle \{x\in [a,b]:f(x)\neq \varphi (x)\}} меньше {\displaystyle \varepsilon }.

## Доказательство
Доказательство в доступной для начинающих форме есть в книге . Кроме того, теорема Лузина несложно выводится из теоремы Егорова. В этой теореме произвольно малое число {\displaystyle \varepsilon >0} нельзя заменить нулём (нарушится необходимость).